# 후지모토 노리아키
후지모토 노리아키(일본어: 藤本 憲明, 1989년 8월 19일 ~ )는 일본의 축구 선수이다.

## 구단 경력
그는 2016년부터 2024년까지 J리그의 가고시마 유나이티드 FC, 오이타 트리니타, 비셀 고베, 시미즈 에스펄스에서 활동하였다.